# Antonio da Pisa
Antonio da Pisa (Pisa, XIV secolo – XV secolo) è stato un pittore italiano.
Fu autore di una delle finestre del duomo di Firenze (1395) e di un trattato tecnico.